# Douro Litorale

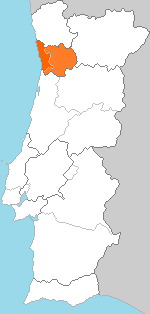
Regione del Douro Litorale

Il Douro Litorale era un'antica provincia (o regione naturale) del Portogallo, istituita formalmente con una riforma amministrativa del 1936. Le province non avevano alcuna funzione pratica e scomparvero con la Costituzione del 1976. 
Confinava a nord con il Minho, a ovest con l'Oceano Atlantico, a sud est con la Beira Bassa, a sud con la Beira Litorale e ad est con il Trás-os-Montes e Alto Douro. 
La regione contava 23 comuni, con l'intero distretto di Porto e parte di quelli di Aveiro e Viseu. Il suo capoluogo era Porto.
- Distretto di Porto: Amarante, Baião, Felgueiras, Gondomar, Lousada, Maia, Marco de Canaveses, Matosinhos, Porto, Paços de Ferreira, Paredes, Penafiel, Póvoa de Varzim, Santo Tirso, Valongo, Vila do Conde, Vila Nova de Gaia

- Distretto di Aveiro: Arouca, Castelo de Paiva, Espinho, Santa Maria da Feira

- Distretto di Viseu: Cinfães, Resende

La provincia, insieme al Minho, formava una unità geografica chiamata Entre Douro e Minho.